# Внешняя политика Мьянмы
Внешняя политика Мьянмы (также известной как Бирма) — взаимоотношения страны с иностранными государствами. Осуществляется Министерством иностранных дел.
Отмечается улучшение отношений Мьянмы с западными странами начиная с 2012 года. В 2017 году отношения снова обострились из-за преследований рохинджа. В целом Мьянма поддерживает более тёплые отношения с соседними государствами и является членом Ассоциации государств Юго-Восточной Азии.

## Европа и США
Политические отношения между Соединенными Штатами Америки и Мьянмой начали сталкиваться с серьезными проблемами после военного переворота 1988 года и вспышек репрессий хунты против продемократических активистов. США наложили обширные санкции на Мьянму из-за военных действий в 1988 году и режим военной диктатуры 1990 году. Точно так же Европейский союз наложил эмбарго на Мьянму, включая эмбарго на поставки оружия, прекращение торговых преференций и приостановление любой помощи, за исключением гуманитарной помощи.
Массачусетс, штат США, попытался ввести санкции против Бирмы самостоятельно в 1996 году, но концепция оказалась противоречащей Конституции США. Позднее федеральное правительство Соединённых Штатов ввело широкие санкции против Бирмы в рамках нескольких различных законодательных и политических механизмов. Закон о свободе и демократии Бирмы (BFDA), принятый Сенатом США и Палатой представителей и подписанный президентом Джорджем Бушем в 2003 году, наложил запрет на весь импорт из Мьянмы, запрет на экспорт финансовых услуг.
С 27 сентября 2007 года Министерство финансов США заморозило активы 25 высокопоставленных чиновников бирманских правительственных чиновников, как это санкционировано Указом 13310. 19 октября 2007 года президент Джордж Буш ввёл новый Указ 13448, предусматривающий санкционирование замораживания активов против лиц, обвиняемых правительством Соединённых Штатов в участии в нарушениях прав человека и актах публичной коррупции, а также против тех, кто оказывает материальную и финансовую поддержку военной хунте. Кроме того, с мая 1997 года правительство США запретило американцам и другим организациям новые инвестиции. Ряд американских компаний покинули рынок Мьянмы до введения санкций из-за ухудшения делового климата и усиления критики со стороны правозащитных групп, потребителей и акционеров. Соединённые Штаты также наложили контрмеры на Мьянму из-за её неадекватных мер по пресечению отмывания денег. Из-за своих особенно серьёзных нарушений религиозной свободы Соединённые Штаты объявили Мьянму страной особой озабоченности (КПК) в соответствии с Законом о международной свободе вероисповедания. Мьянма также обозначена как страна уровня 3 в Отчёте о торговле людьми за использование принудительного труда, и в результате к ней применяются дополнительные санкции.
В 2010-х годах, после появления признаков демократизации и экономической либерализации, Соединенные Штаты отменили санкции. В 2012 году США также восстановили отношения с Мьянмой на уровне послов впервые с 1990 года. Однако после геноцида рохинджа в 2017 году и государственного переворота в Мьянме в 2021 году США вновь ввели целевые санкции, сосредоточив внимание на лицах и компаниях, причастных к зверствам и нарушениям прав человека.
Санкции правительства США и Европы против военного правительства, а также бойкоты и другие виды прямого давления на корпорации со стороны западных сторонников бирманского демократического движения привели к выводу из Мьянмы большинства американских и многих европейских компаний. Тем не менее, некоторые западные компании остаются из-за лазеек в санкциях
Азиатские корпорации, как правило, по-прежнему готовы продолжать инвестировать в Мьянму и инициировать новые инвестиции, особенно в добычу природных ресурсов.
Французская нефтяная компания Total S.A. может эксплуатировать газопровод Ядана из Мьянмы в Таиланд, несмотря на санкции Европейского союза в отношении Мьянмы. В настоящее время Total является объектом судебного разбирательства во французском и бельгийском судах за потворство и использование бирманской рабочей силы для строительства названного трубопровода.

### Официальные визиты
Госсекретарь США Хиллари Клинтон посетила Мьянму в ноябре-декабре 2011 года. В ходе этого визита, впервые с 1955 года,госсекретарь Хиллари Клинтон встретилась с президентом Мьянмы Тейн Сейном в официальной столице Нейпьидо, а затем встретилась с активистом демократии Аун Сан Су Чжи в Янгоне. США объявили о сокращении законов против предоставления помощи Мьянме и повысили возможность обмена послами.
Президент Мьянмы Тейн Сейн встретился с президентом США Бараком Обамой в Янгоне 19 ноября 2012 года.
13 января 2012 года госсекретарь США Хиллари Клинтон объявила, что США обменяются послами с Мьянмой после знаменательной бирманской амнистии политзаключённым.
17 мая 2012 года пресс-служба Белого дома объявила о том, что президент Демократической партии США Барак Обама назначил Дерека Митчелла в Сенат США для подтверждения на должность посла США в Мьянме.
После одобрения Сенатом США в конце июня Дерек Митчелл, первый за 22 года посол США в Мьянме, официально приступил к работе 11 июля 2012 года, вручив свои верительные грамоты президенту Тейну Сейну в президентском особняке в столице Нейпьядо.

### Восстановление связей
В июле 2012 года Соединённые Штаты официально сократили санкции против Мьянмы. Госсекретарь Хиллари Родэм Клинтон объявила весной 2012 года о «целенаправленном смягчении» санкций, чтобы позволить незначительные инвестиции США в страну, но компании не могли продвигаться вперёд, пока санкции не были официально приостановлены. В июле 2012 года президент Обама приказал Государственному департаменту США выдать две специальные лицензии, одна из которых предоставляла специальное разрешение на инвестиции в Мьянму, а другая — на предоставление финансовых услуг в Мьянме. Президент Обама также издал распоряжение, расширяющее существующие санкции в отношении лиц, нарушающих права человека, и включило тех, кто угрожает процессу политической перестройки Мьянмы. Предприятия с инвестициями на сумму более 500 000 долларов США должны будут подавать ежегодный отчёт в Государственный департамент, в котором они должны предоставлять подробную информацию о правах работников, приобретении земли и любых выплатах на сумму более 10 000 долларов США правительственным организациям, включая государственные предприятия Мьянмы.
Правительства двух стран согласились подписать двустороннее рамочное соглашение о торговле и инвестициях 21 мая 2013 года.

### Вмешательство ЦРУ
10 сентября 2007 года бирманское правительство обвинило ЦРУ в убийстве мятежного командира Карен из Национального союза Карен, который хотел договориться с военным правительством.
Согласно сообщениям средств массовой информации со ссылкой на документы, опубликованные немецким Der Spiegel в 2010 году, посольство Соединённых Штатов в Янгоне является местом электронного наблюдения, которое используется для мониторинга телефонов и сетей связи. Объектом управляют совместно Центральное разведывательное управление (ЦРУ) и Агентство национальной безопасности (АНБ) через группу, известную как Специальная служба сбора.

## Армения
Обе страны установили дипломатические отношения 31 января 2013 года.

## Дания
Мьянма представлена в Дании через своё посольство в Соединённом Королевстве, а Дания представлена в Мьянме через своё посольство в Таиланде. Дипломатические отношения установлены в 1955 году. Отношения между этими странами дружеские, но в экономическом отношении Дания имеет «худшую» торговлю с Мьянмой в Европейском союзе.
Дания также поддерживает норвежскую радиостанцию «Демократический голос Бирмы».
Помощь развитию Мьянмы является одним из главных приоритетов деятельности Датского агентства международного развития в Юго-Восточной Азии. 93 миллиона датских крон выделено на проекты в области образования и здравоохранения. Датская помощь в целях развития направлена на содействие демократии и правам человека. Дания одна из первых стран, отреагировавших на циклон Наргис, оказав гуманитарную помощь Мьянме. Фонд трёх болезней основан в 2006 году, а Дания присоединилась в 2009 году. Фонд Три болезни помогает Мьянме бороться с ВИЧ и СПИДом и оказал помощь в размере 73 миллионов долларов.
3 ноября 2010 года учащиеся 140 различных гимназий Дании и «DanChurchAid» приняли участие в ежегодном Дне труда. Деньги, заработанные студентами, идут на улучшение образования молодёжи в Мьянме.

### Инцидент с консулом
В 1996 году консул Дании в Мьянме Джеймс Леандер Николс приговорён к трём годам тюремного заключения за незаконное владение двумя факсимильными аппаратами и телефонным коммутатором. Через два месяца он умер в тюрьме. Несмотря на настойчивое требование Дании, бирманские власти отказались провести независимое вскрытие. Вскоре после этого Европейский союз вместе с Канадой призвал Организацию Объединённых Наций собраться по процессу демократизации.

## Венгрия
В июне 2019 года Аун Сан Су Чжи посетила Венгрию и встретилась с премьер-министром Виктором Орбаном. Было заявлено о том, что одной из самых больших проблем в настоящее время для обеих стран и их соответствующих регионов — Юго-Восточной Азии и Европы — является миграция.

## Ирландия
Правительство Ирландии установило дипломатические отношения с Мьянмой 10 февраля 2004 года. Правительство Ирландии по-прежнему обеспокоено произвольным задержанием лидера оппозиции Аун Сан Су Чжи. «Burma Action Ireland» — продемократическая группа, которая свободно действует в Ирландской Республике.
Ирландия поддержала комиссию ООН по расследованию и мониторингу Мьянмы на международном уровне после 2008 года в рамках своих усилий по поддержке демократических и правозащитных движений в Мьянме. Об этом стало известно общественности после утечки официальных документов в сентябре 2010 года.

## Франция
Франко-бирманские отношения восходят к началу 18-го века, когда Французская Ост-Индская компания пыталась распространить своё влияние на Юго-Восточную Азию. В 1729 году построена верфь в городе Сириам. Однако восстание в 1740 году против бирманского правления вынудило французов отступить в 1742 году.
Они смогли вернуться в Сириам в 1751 году, когда предводитель восстания Мон обратился к французам за помощью против бирманцев. Французский посланник, Сюр де Бруно, был послан, чтобы оценить ситуацию. Французские военные корабли направлены на поддержку восстания Мон, но тщетно. В 1756 году бирманцы под предводительством Алаунгпая одержали победу в сражении. Многие французы захвачены и включены в бирманскую армию в качестве элитного артиллерийского корпуса при шевалье Миларде.
В 1769 году официальные контакты возобновились, когда между королём Синьбюшиным и французской Ост-Индской компанией подписан торговый договор.
Вскоре, однако, Франция была потрясена Французской революцией и Наполеоновскими войнами, что привело к усилению британского влияния в Бирме. Дипломатические отношения между Францией и Бирмой на посольском уровне установлены в 1948 году.

## Сербия
Обе страны установили дипломатические отношения в 1950 году. Был заключён ряд двусторонних соглашений в различных областях.

## Россия
Россия установила дипломатические отношения с Мьянмой после обретения независимости, и они продолжались после распада Советского Союза. Китай и Россия однажды наложили вето на резолюцию Совета Безопасности США, направленную на наказание Мьянмы.
Сегодня Россия, наряду с Китаем, по-прежнему выступает против введения санкций против Мьянмы и поддерживает политику диалога.
Россия имеет посольство в Янгоне, а Мьянма — в Москве.
В 2007 году Россия и Мьянма заключили соглашение о ядерной программе Мьянмы. Согласно пресс-релизу, Россия и Мьянма построят ядерный исследовательский центр, который будет состоять из легководного реактора мощностью 10 МВт, работающего на 20 % обогащённом уране-235, лаборатории активационного анализа, лаборатории по производству медицинских изотопов, системы легирования кремнием, объекты по переработке и захоронению ядерных отходов. В 2022 году власти Мьянмы официально поддержали российскую агрессию на Украине.

## Ассоциация стран Юго-Восточной Азии
Мьянма является членом Ассоциации государств Юго-Восточной Азии (АСЕАН), а также членом АСЕАН + 3 и Саммита Восточной Азии. Мьянма согласилась отказаться от своей очереди на председательство в АСЕАН в 2006 году.

## Бруней
У Брунея есть посольство в Янгоне, а у Мьянмы есть посольство в Гадонге. Отношения установлены с 21 сентября 1993 года.

## Малайзия
Отношения между двумя странами установлены 1 марта 1957 года, и в июне 1959 года в Куала-Лумпуре организована первая мьянманская миссия на уровне посольств, которая позднее повышена до уровня посольства.

## Таиланд
Отношения между Мьянмой и Таиландом сосредоточены главным образом на экономических вопросах и торговле. Спорадический конфликт с Таиландом связан с выравниванием границы. Также возникла напряжённость в отношении задержанного лидера оппозиции Аун Сан Су Чжи, и правительство Таиланда потребовало её освобождения. Она освобождена в 2010 году.
Мьянма имеет дипломатические офисы в Бангкоке, в то время как Таиланд имеет посольство в Янгоне.

## Филиппины
Филиппины установили отношения с Мьянмой в 1956 году. В 2012 году Мьянма заняла третье место среди самых низких среди торговых партнёров Филиппин в АСЕАН. Торговый оборот составил 47,07 млн долларов. Филиппины предоставляют бирманским гражданам безвизовый доступ на 30 дней. С другой стороны, Мьянма подписала освобождение от виз для филиппинцев 5 декабря 2013 года. Соглашение позволяет филиппинцам оставаться в Мьянме до 14 дней без визы.

## Китай
Китайская Народная Республика имела плохие отношения с Мьянмой до конца 1980-х годов. Между 1967 и 1970 годами Бирма разорвала отношения с Пекином из-за его поддержки Коммунистической партии Бирмы (КПБ). Дэн Сяопин посетил Янгон в 1978 году и отказался от поддержки продолжающегося мятежа Коммунистической партии Бирмы. В начале 1950-х годов бирманские власти лоббировали вступление Китая в качестве постоянного члена в Совете Безопасности ООН, но осудили вторжение в Тибет. У Китая и Бирмы было много пограничных споров, возникших задолго до аннексии Бирмы англичанами. Последний пограничный спор завершился в 1956 году, когда Народно-освободительная армия вторглась в Северную Бирму, но была отбита. Соглашение о границе достигнуто в 1960 году. В конце 1960-х годов из-за пропаганды Не Вин, начались антикитайские беспорядки. В то же время культурная революция в Китае повлияла на многих бирманцев.
Антикитайские беспорядки продолжались до начала 1970-х годов. Однако после 1986 года Китай прекратил поддержку КПБ и начал снабжать военную хунту большинством своего оружия в обмен на расширенный доступ к бирманским рынкам.
Мьянма имеет дипломатические представительства в Пекине и консульские учреждения в Куньмине и Гонконге, в то время как КНР имеет дипломатическое представительство в Янгоне и консульство в Мандалае.

## Индия
Двусторонние отношения между Мьянмой и Республикой Индией значительно улучшились с 1993 года, что позволило преодолеть разногласия, связанные с незаконным оборотом наркотиков, подавлением демократии и правлением военной хунты в Мьянме. В результате усиления китайского влияния в Мьянме, а также в связи с безопасностью и незаконным оборотом оружия вдоль индо-бирманской границы в последние годы Индия стремится восстановить связи с Бирманским союзом.
Мьянма имеет полностью действующее посольство в Нью-Дели, а Индия — в Янгоне, бывшей столице Мьянмы. Как и в КНР, Республика Индия имеет Генеральное консульство в Мандалае.
Индия является крупнейшим рынком для бирманского экспорта, закупив в 2000 году товаров на сумму около 220 миллионов долларов США. Экспорт Индии в Мьянму составил 75,36 млн долларов США. Индия является четвёртым по величине торговым партнёром Мьянмы после Таиланда, КНР и Сингапура и вторым по величине экспортным рынком после Таиланда, поглощая 25 процентов от общего объёма экспорта. Индия также является седьмым наиболее важным источником импорта. Объём двусторонней торговли в 2006 году достиг 650 млн долларов. Правительство Индии работало над расширением воздушных, сухопутных и морских маршрутов для укрепления торговых связей с Мьянмой и создания газопровода.
В двустороннем соглашении о приграничной торговле 1994 года предусматривается, что приграничная торговля должна осуществляться из трёх назначенных пограничных пунктов: в Манипуре, Мизораме и Нагаленде.
13 февраля 2001 года Индия и Мьянма открыли главную 160-километровую автомагистраль, которая называется Индо-Мьянмарская дорога дружбы, построенная в основном Организацией пограничных дорог индийской армии и предназначенная для обеспечения важного стратегического и коммерческого транспортного маршрута, соединяющего Северо-Восточную Индию и Юг. Азия в целом, в Юго-Восточную Азию.

## Бангладеш
Исторические отношения между Мьянмой и Бангладеш включают в себя многовековую торговлю, культурное взаимодействие и миграцию между королевствами и империями Бенгалии и королевствами Бирмы, в частности, Аракана. Наиболее заметно это видно в индийской буддийской культуре Бирмы, которая часто передавалась через Бенгалию, что привело к отпечатку индийской (включая бенгальскую) культуры и цивилизации в Мьянме. Эти две нации также разделяют наследие колониальной торговли во времена Британской империи.
Бенгальская община в Мьянме присутствует в Янгоне и Ракхайн. После Освободительной войны в Бангладеш в 1971 году Бирма стала одной из первых стран, признавших независимость Бангладеш.
Присутствие 270 000 бирманских мусульманских беженцев (жителей Рохингья) в южной части Бангладеш часто вызывало разногласия. 40-летний спор о морской границе в Бенгальском заливе был разрешён двумя странами в трибунале ООН в марте 2012 года. Бангладеш добивался транзитных прав через Мьянму, чтобы установить связь с Китаем и АСЕАН с помощью таких проектов, как предлагаемая автомагистраль Читтагонг-Мандалай-Куньмин. Правительства обеих стран также обсуждают возможность экспорта бирманского газа в Бангладеш, а также создания совместной гидроэлектростанции в штате Ракхайн.
Около 28 000 зарегистрированных беженцев остаются в лагерях на юге Бангладеш.
На саммите Регионального форума АСЕАН в Сингапуре в 2008 году Бангладеш и Мьянма пообещали как можно быстрее урегулировать свои споры о морских границах, особенно в связи с тем, что крайний срок, установленный ООН для заявления морских территорий, истекает через три года. Однако в конце 2008 года Мьянма отправила корабли в спорные воды Бенгальского залива для разведки нефти и природного газа. Во время кризиса Мьянма разместила тысячи военнослужащих на своей границе с Бангладеш. Однако вскоре кризис прекратился.
У Мьянмы есть посольство в Дакке, в то время как у Бангладеш есть посольство в Янгоне и консульский офис в Ситтве. Бангладеш также является одной из первых стран, начавших строительство дипломатического представительства в Най-Пиу-Тау.

## Шри Ланка
Буддизм тхеравады был связью между Шри-Ланкой и Бирмой с самых ранних времён. Был частый обмен паломниками и знанием Священных Писаний с Раманна (древнее название бирманского королевства).
К 11 веку эта духовная связь переросла в дипломатические отношения. Виджаябаху I (1055—1110 гг.) получил экономическую помощь от короля Анаварты из Бирмы.

## Северная Корея
У Мьянмы есть посольство в Пхеньяне, а у Северной Кореи есть посольство в Янгоне. С тех пор как они оба получили независимость в 1948 году, Бирма и Северная Корея поддерживают тесные отношения. Бирма выразила дипломатическую поддержку силам ООН во время Корейской войны.
Консульские связи были установлены в 1961 году, а полноценные дипломатические отношения последовали в 1975 году.

### Попытка покушения в 1983 году
Двусторонние отношения с Северной Кореей резко оборвались в 1983 году после того, как Пхеньян якобы направил трёх агентов в Янгон, чтобы убить президента Южной Кореи Чон Ду Хвана, который совершил государственный визит в Бирму.
В 2000 году заключено двустороннее соглашение, но отношения, казалось, достигли важного переломного момента в 2003 году.
В отчёте ООН, опубликованном 1 февраля 2018 года, говорится о передаче Северной Кореей баллистических ракет армии Мьянмы.

## Мальдивы
В сентябре 2017 года Министерство иностранных дел Мальдивских островов объявило о прекращении всех торговых связей с Мьянмой в ответ на обращение правительства с народом рохинджа в штате Ракхайн.

## Тайвань
Хотя Мьянма официально признаёт КНР, между Мьянмой и Тайванем установлены дипломатические отношения. Многие граждане Тайваня владеют бизнесом в Мьянме. Есть прямые воздушные рейсы в Тайбэй, а также в некоторые крупные города Китайской Народной Республики, включая Куньмин, Гуанчжоу и Гонконг.

## Пакистан
В прошлом Пакистанские международные авиалинии выполняли рейсы в Янгон и до сих пор выполняют чартерные рейсы в Хадж от имени бирманского правительства. Пакистан имеет дипломатическое представительство в Янгоне, в то время как Мьянма имеет дипломатический офис в Исламабаде.

## Южная Корея
Республика Корея и Бирма в целом поддерживают хорошие отношения. У Бирмы есть посольство в Сеуле, а у Южной Кореи есть посольство в Янгоне.

## Камбоджа
Бирма признала новое суверенное государство Камбоджа де-юре 16 августа 1954 года. 10 января 1955 года Бирма и Камбоджа договорились об установлении дипломатических отношений, которые поддерживались с правительством Лон Нола после свержения Нородома Сианука в марте 1970 года. Дипломатическое признание было позже передано Демократической Кампучии, когда Кхмерская Республика Лон Нола была свергнута в апреле 1975 года.

## Хронология

### Дипломатические представительства
- 1947: Пакистан, Соединённое Королевство, Соединённые Штаты Америки, Нидерланды.
- 1948: Франция, Индия, Советский Союз (ныне Россия), Таиланд
- 1949: Индонезия, Цейлон (ныне Шри-Ланка)
- 1950: Италия, Китай (как Китайская Народная Республика), Югославия (ныне Сербия)
- 1953: Австралия, Австрия, Бельгия, Египет, Израиль.
- 1954: Финляндия, Западная Германия (с 1990 года Германия), Япония
- 1955: Камбоджа, Дания, Польша ， Южный Вьетнам (до 1975)
- 1956: Афганистан, Болгария, Чехословакия (ныне Чехия и Словакия), Венгрия, Ирак, Лаос, Монголия, Норвегия, Филиппины, Румыния, Швеция.
- 1957: Малайзия, Швейцария
- 1958: Канада, Греция, Новая Зеландия, Турция
- 1960: Непал
- 1966: Сингапур
- 1967: Испания
- 1968: Алжир, Иран
- 1970: Мальдивы, Нигерия
- 1972: Бангладеш, Сирия
- 1973: Восточная Германия (до 1990 года)
- 1975: Аргентина, Северная Корея, Южная Корея, Северный Вьетнам (ныне Вьетнам)
- 1976: Албания, Куба, Мавритания, Мексика, Португалия.
- 1977: Коста-Рика
- 1978: Маврикий, Марокко
- 1982: Бразилия, Чили, Панама.
- 1985: Кипр
- 1987: Вануату
- 1988: Колумбия
- 1989: Перу
- 1990: Венесуэла
- 1991: Папуа-Новая Гвинея
- 1993: Бруней
- 1995: Гана, Южная Африка
- 1997: Кения
- 1998: Кувейт
- 1999: Азербайджан, Беларусь, Хорватия, Грузия, Ямайка, Казахстан, Таджикистан, Туркменистан, Украина.
- 2000: Кыргызстан
- 2001: Уругвай, Узбекистан
- 2003: Македония
- 2004: Ирландия, Саудовская Аравия, Судан
- 2005: Катар
- 2006: Восточный Тимор, Черногория, Словения
- 2007: (восстановлено) Северная Корея
- 2009: Андорра, Зимбабве, Бахрейн
- 2010: Фиджи, Оман
- 2011: Гамбия ， Босния и Герцеговина
- 2012: Бутан, Доминиканская Республика, Эстония, Латвия, Люксембург, Малави, ОАЭ, Исландия
- 2013: Ангола ， Армения, Литва
- 2015: Эфиопия
- 2017: Мальта, Эквадор, Маршалловы острова, Святой Престол (Ватикан), Либерия, Гвинея, Сейшельские Острова